# 岡崎五人衆
岡崎五人衆（おかざきごにんしゅう）は、戦国時代の三河国の大名・松平清康の家臣の中で、特に武芸に優れた5人を顕彰した呼称。

## 岡崎五人衆
- 天野貞有
- 石川忠輔
- 植村新六（植村氏明か）
- 内藤義清
- 林藤助